# 100 знаменитых гор Японии
100 знаменитых гор Японии (яп. 日本百名山 Нихон хяку мэйдзан) — книга, составленная в 1964 году японским альпинистом и писателем Кюей Фукадой. Книга стала известна в значительной степени благодаря принцу Нарухито, также она была предметом обсуждения NHK и нескольких туристических книг.

## История
Создание списка знаменитых гор началось ещё в Период Эдо. Тани Бунтё отметил 90 наиболее известных гор в «Коллекции карт и изображений известнейших японских гор» (яп. 日本名山図会), но его список включал также небольшие горы, такие как Асама в городе Исе и Нокогири на полуострове Босо. Неудоволетворённый данным списком, альпинист Кюя Фукада, покоривший множество японских гор, составил список из 100 самых знаменитых по его мнению вершин страны, основываясь на их изящности, истории и отличительных особенностях; кроме того, он включил в список только довольно большие горы — высотой более 1500 м.
Хотя некоторое время книга была мало известна, особенно среди туристов, она приобрела широкую популярность после того, как принц Нарухито отметил её как одну из своих любимых книг.

## Список по регионам

### Хоккайдо
- Вулканический комплекс Акан (阿寒岳)
- Вулканическая группа Дайсэцудзан (大雪山)
- Поросири (幌尻岳)
- Раусу (羅臼岳)
- Рисири (利尻岳)
- Сяри (斜里岳)
- Токати (十勝岳)
- Томурауси (トムラウシ山)
- Йотей (羊蹄山)

### Регион Тохоку
- Адатара (安達太良山)
- Айдзу-Комагатаке (会津駒ヶ岳)
- Асахи (朝日岳)
- Адзума (吾妻山)
- Бандай (磐梯山)
- Тёкай (鳥海山)
- Гассан (月山)
- Хатимантай (八幡平)
- Хаккода (八甲田山)
- Хаятине (早池峰山)
- Хиутигатаке (燧ヶ岳)
- Иидэ (飯豊山)
- Иваки (岩木山)
- Иватэ (岩手山)
- Дзао (蔵王山)

### Регион Канто
- Акаги (赤城山)
- Асама (浅間山)
- Адзумая (四阿山)
- Хирагатаке (平ヶ岳)
- Кумотори (雲取山)
- Кусацу-Сиране (草津白根山)
- Нантай (男体山)
- Насу (那須岳)
- Сиране (日光白根山)
- Рёками (両神山)
- Сибуцу (至仏山)
- Сукай (皇海山)
- Танигава (谷川岳)
- Тандзава (丹沢山)
- Цукуба (筑波山)

### Регион Тюбу
- Айно (間ノ岳)
- Акаиси (赤石岳)
- Амаги (天城山)
- Амакадзари (雨飾山)
- Дайбосацу (大菩薩岳)
- Эна (恵那山)
- Фудзи (富士山)
- Горю (五竜岳)
- Хаку (白山)
- Хидзири (聖岳)
- Хиути (火打山)
- Хоо (鳳凰山)
- Хотака (穂高岳)
- Дзёнен (常念岳)
- Каикома (甲斐駒ヶ岳)
- Каса (笠ヶ岳)
- Касима Яригатаке (鹿島槍ヶ岳)
- Кимпу (金峰山)
- Киригамине (霧ヶ峰)
- Кисокома (木曾駒ヶ岳)
- Кита (北岳)
- Кобуси (甲武信ヶ岳)
- Куробэгоро (黒部五郎岳)
- Макихата (巻機山)
- Мидзугаки (瑞牆山)
- Мёко (妙高山)
- Наэба (苗場山)
- Норикура (乗鞍岳)
- Онтаке (御嶽山)
- Сэндзо (仙丈ヶ岳)
- Сиоми (塩見岳)
- Сироума (白馬岳)
- Суйсё (黒岳)
- Такацума (高妻山)
- Татесина (蓼科山)
- Тате (立山)
- Текари (光岳)
- Цуруги (剣岳)
- Этиго-Комагатаке (魚沼駒ヶ岳)
- Уцуги (空木岳)
- Варусава (悪沢岳)
- Васиба (鷲羽岳)
- Яке (焼岳)
- Якуси (薬師岳)
- Яри (槍ヶ岳)
- Яцугатаке (八ヶ岳)
- Уцукусигахара (美ヶ原)

### Западная Япония
- Арасима (荒島岳)
- Асо (阿蘇山)
- Дайсен (大山)
- Ибуки (伊吹山)
- Исидзути (石鎚山)
- Каймон (開聞岳)
- Кирисима (霧島山)
- Кудзю (Коконоэ) (九重山)
- Мия-но-ура (宮之浦岳)
- Одайгахара (大台ヶ原山)
- Омине (大峰山)
- Собо (祖母山)
- Цуруги (剣山)